# 뤼디거 돈부쉬

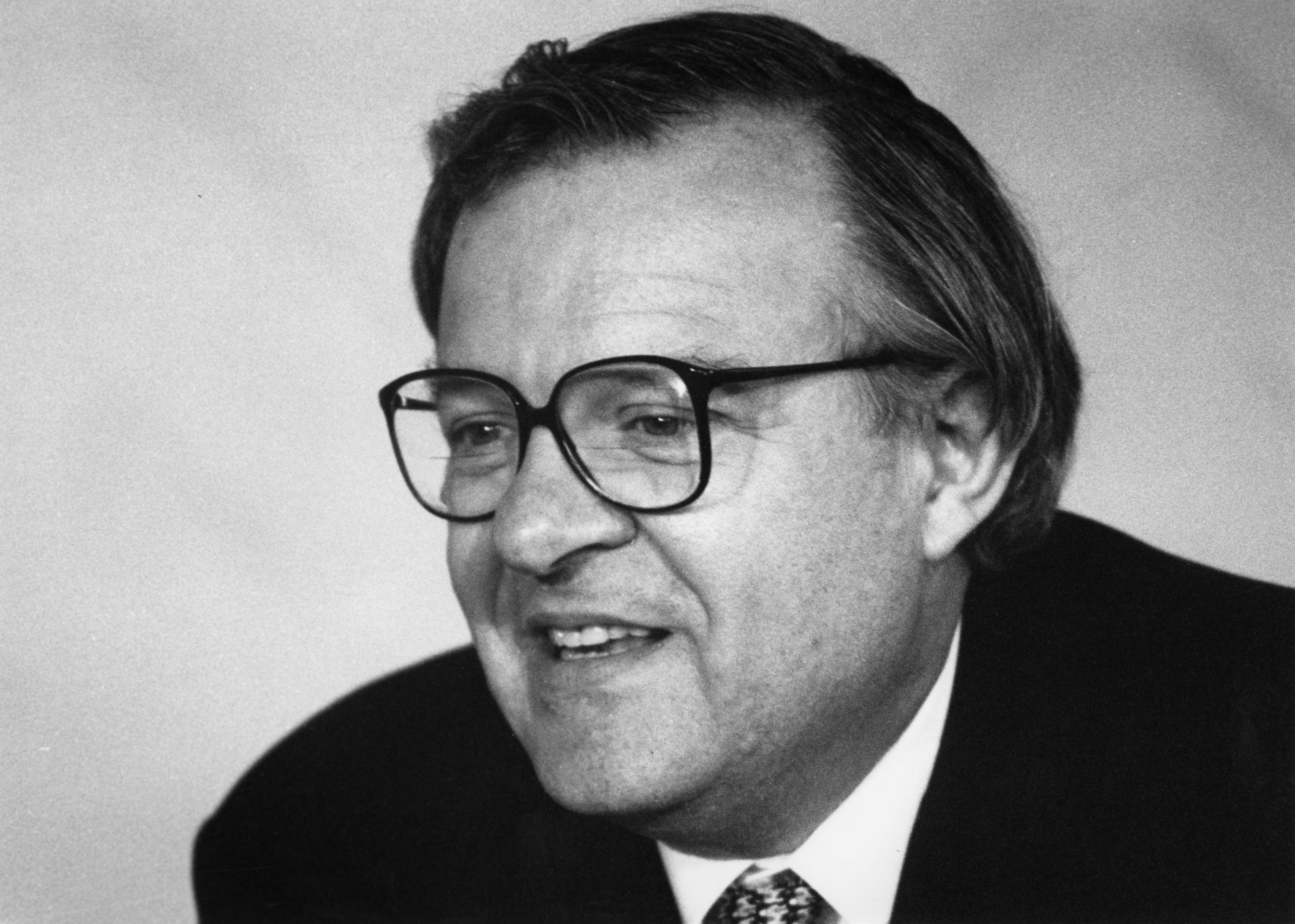

뤼디거 돈부쉬(Rüdiger Dornbusch, 1942년 6월 8일 ~ 2002년 7월 25일)는 독일의 경제학자로서 대부분의 경력을 미국에서 보냈다.
그는 잠시 시카고 대학교 경영 대학원에서 강사로 일했다. 2년 동안 그는 로체스터 대학교 경제학과 조교수로 재직했고, 1년 동안 국제 경제학 부교수로 다시 시카고 대학교 경영 대학원에서 재직했다. 1975년에 그는 MIT로 옮겨 경제학과 부교수로 임명되었다. 1984년 경제학 교수가 되었다. 그는 2002년 사망할 때까지 MIT에 머물렀다.
그의 경력 전반에 걸쳐 그의 주요 초점은 국제 경제, 특히 통화 정책, 거시 경제 개발, 성장 및 국제 무역이었다. 그의 학생과 동료 중 일부에 따르면 그의 재능은 문제의 핵심을 추출하고 간단한 용어로 이해할 수 있게 만드는 것이었다. 예를 들어, 그는 가격과 환율의 변동을 매우 명확하게 설명했다(특히 그의 오버슈팅 모형). 그는 환율 기대치를 고려한 소규모 개방 경제 시스템과 관련하여 먼델-플레밍 모델보다 더 현실적인 모델을 만드는 데 성공했다. 그는 또한 국제 통화 기금에서 근무하면서 특히 라틴 아메리카 국가의 안정화 정책 개발에 기여하면서 논란이 되고 있다.
스탠리 피셔와 함께 널리 사용되는 학부 교과서도 집필했다.